# Safwa (langue)
Le safwa, ou sisawfa, est une langue bantoue parlée par le peuple Safwa de la région de Mbeya en Tanzanie. Les dialectes sont le guruka, le mbwila, le poroto et le songwe.

## Caractéristiques linguistiques
Il y a une incertitude quant à savoir si le kisafwa est une langue à sept voyelles ou à cinq voyelles. La question concerne les voyelles fermées contrastées ATR (Advanced Tongue Root), en particulier i/ɪ et u/ʊ. Il est possible que la distribution du système à sept ou cinq voyelles soit influencée par des facteurs géographiques ou des sociolectes, façonnés par l'âge ou d'autres facteurs.
Labroussi (1999) note que, bien que le kisafwa maintienne le contraste de la longueur des voyelles, la distinction entre +/- ATR (i/ɪ et u/ʊ) n'est pas très claire. En conséquence, il préfère considérer que le kisafwa possède un système à sept voyelles qui se réduit progressivement à un système à cinq voyelles. Cependant, Voorhoeve (nd) le décrit comme un système à cinq voyelles en raison des difficultés à discerner les différences de qualité des voyelles.
Des recherches antérieures menées dans le cadre du projet Mbeya-Iringa ont identifié des variations dans le choix et la réalisation morphophonologique des préfixes de classe nominale à travers différentes variétés de langue (Eaton 2006). Cependant, aucune information n'est disponible sur la manière dont ces différences sont réparties entre les variétés.
De plus, des recherches antérieures ont également observé plusieurs différences lexicales. Cependant, avant la recherche de cette enquête, il n'y avait pas suffisamment de données recueillies pour déterminer l'importance de ces différences lexicales entre les variétés.

## Vocabulaire
| Français | Safwa          |
| -------- | -------------- |
| Personne | mtu            |
| Homme    | mwanamume      |
| Femme    | mwanamke       |
| Mère     | maman          |
| Père     | baba           |
| Enfant   | mtoto          |
| Fils     | mtoto wa kiume |
| Fille    | mtoto wa kike  |
| Frère    | kaka           |